# Agathomerus dubiosus
Agathomerus dubiosus is een keversoort uit de familie halstandhaantjes (Megalopodidae). De wetenschappelijke naam van de soort werd in 1876 gepubliceerd door Martin Jacoby.